# Message (Pessoa)
Pour les articles homonymes, voir message (homonymie).
Message est un recueil de poèmes du poète portugais Fernando Pessoa, publié en 1934. 
Considéré comme un chef-d'œuvre de la langue portugaise, il est a la fois le premier livre mené à terme par son auteur, avant même ses brochures en anglais, le seul recueil publié au Portugal de son vivant, et son ouvrage le plus abouti en termes de cohérence et d'unité de langage, malgré son extrême complexité historique, philosophique et symbolique. Nombre de poèmes et de vers de ce recueil sont devenus des référents incontournables de la culture portugaise, au point d'avoir pris un caractère proverbial dans le langage courant. 
La genèse et l'histoire de ce petit livre révolutionnaire, à la fois messianique, initiatique, symbolique, politique et lyrique, nous est en partie connue par la correspondance de l'auteur, notamment avec João Gaspar Simões et Adolfo Casais Monteiro. Après avoir été longuement mûri, le recueil a été « imprimé à Lisbonne, sur les presses des éditions Império, Ltd, 151-153 rue do Salitre, durant le mois d'octobre 1934, de l'ère du Christ de Nazareth. » et publié le 1er décembre, jour de commémoration de la Restauration de 1640.
Un mois à peine après sa publication, l'ouvrage gagne le grand prix littéraire national d'honneur attribué par le Secretariado de Propaganda Nacional (SPN), doublé d'une récompense financière. La seconde édition de 1941, légèrement retouchée par l'auteur, est assurée par l'Agência Geral das Colónias, en charge de l'Empire portugais.
Par son enracinement dans les siècles passés, et sa projection dans les siècles à venir, Message est l'une des œuvres les plus novatrices, mystérieuses et ambiguës de Pessoa, qui fonde un genre nouveau d'épopée, dont le Portugal est le héros, dont l'action est toujours en cours, et dont tout lecteur du livre et plus largement tout Portugais est partie prenante. Le Quint-Empire qu'il y évoque est pour lui l'avenir du Portugal.
Pour établir le titre de son recueil, Pessoa reprend et assemble l'acronyme de Mens agitat molem, « l'esprit meut la matière », formule latine tirée de l'Eneide de Virgile, qui devient en portugais Mensagem (Message).

« Toutes les nations sont des mystères,
À soi seule chacune est le monde entier. »

— F. Pessoa